# Eaucourt-sur-Somme Churchyard
Eaucourt-sur-Somme Churchyard is een begraafplaats gelegen in de Franse plaats Eaucourt-sur-Somme (Somme). De militaire graven worden onderhouden door de Commonwealth War Graves Commission.
De begraafplaats telt drie geïdentificeerde Gemenebest graven uit de Tweede Wereldoorlog.